# Wayne Babych
Pour les articles homonymes, voir Babych.
Wayne Babych (né le 6 juin 1958 à Edmonton dans la province d'Alberta au Canada) est un joueur professionnel canadien de hockey sur glace. Il évoluait au poste d'ailier droit.
Son frère cadet, Dave a également été joueur de hockey professionnel.

## Biographie

### Carrière en club
Il commence sa carrière dans la Ligue de hockey de l'Ouest du Canada en jouant pour l'équipe de sa ville natale les Oil Kings d'Edmonton. Par la suite, il suit la franchise - ne pouvant rivaliser avec les Oilers d'Edmonton de la Ligue nationale de hockey - quand elle déménage à Portland dans l'Oregon pour devenir les Winter Hawks de Portland.
En 1978, il participe au repêchage amateur de la Ligue nationale de hockey et est choisi en première ronde et troisième choix au total par les Blues de Saint-Louis. Il commence cette même saison dans la LNH et joue alors avec Bernie Federko et Brian Sutter. Il reste avec les Blues jusqu'au début de la saison 1984-1985.
Laissé libre par les Blues, il rejoint alors les Penguins de Pittsburgh en plein reconstruction notamment avec l'arrivée de Mario Lemieux au sein de la franchise.
Il reste avec les Penguins une petite saison avant de rejoindre les Nordiques de Québec au cours de la saison 1985-1986. Il ne joue cependant pas beaucoup sous ses nouvelles couleurs et il quitte cette même saison les Nordiques pour jouer avec les Whalers de Hartford en retour de Greg Malone.
Il met fin à sa carrière professionnelle la saison suivante.

### Carrière internationale
Il représente le Canada lors du championnat du monde junior en 1978 ainsi que lors du championnat du monde l'année suivante. En 1978 avec les juniors, il remporte une médaille de bronze.

## Statistiques
Pour les significations des abréviations, voir Statistiques du hockey sur glace.

### En club
| Saison     | Équipe                   | Ligue      |     | Saison régulière | Saison régulière | Saison régulière | Saison régulière | Saison régulière |   | Séries éliminatoires | Séries éliminatoires | Séries éliminatoires | Séries éliminatoires | Séries éliminatoires |
| Saison     | Équipe                   | Ligue      | PJ  | B                | A                | Pts              | Pun              | PJ               | B | A                    | Pts                  | Pun                  |                      |                      |
| 1973-1974  | Oil Kings d'Edmonton     | LHOC       | 1   | 0                | 1                | 1                | 0                | -                | - | -                    | -                    | -                    |                      |                      |
| 1973-1974  | Mets d'Edmonton          | LHJA       | 56  | 20               | 18               | 38               | 68               | -                | - | -                    | -                    | -                    |                      |                      |
| 1974-1975  | Oil Kings d'Edmonton     | LHOC       | 68  | 19               | 17               | 36               | 157              | -                | - | -                    | -                    | -                    |                      |                      |
| 1975-1976  | Oil Kings d'Edmonton     | LHOC       | 61  | 32               | 46               | 78               | 98               | 5                | 2 | 1                    | 3                    | 23                   |                      |                      |
| 1976-1977  | Winter Hawks de Portland | LHOC       | 71  | 50               | 62               | 112              | 76               | 10               | 2 | 6                    | 8                    | 10                   |                      |                      |
| 1977-1978  | Winter Hawks de Portland | LHOC       | 68  | 50               | 71               | 121              | 218              | 8                | 4 | 4                    | 8                    | 19                   |                      |                      |
| 1978-1979  | Blues de Saint-Louis     | LNH        | 67  | 27               | 36               | 63               | 75               | -                | - | -                    | -                    | -                    |                      |                      |
| 1979-1980  | Blues de Saint-Louis     | LNH        | 59  | 26               | 35               | 61               | 49               | 3                | 1 | 2                    | 3                    | 2                    |                      |                      |
| 1980-1981  | Blues de Saint-Louis     | LNH        | 78  | 54               | 42               | 96               | 93               | 11               | 2 | 0                    | 2                    | 8                    |                      |                      |
| 1981-1982  | Blues de Saint-Louis     | LNH        | 51  | 19               | 25               | 44               | 51               | 7                | 3 | 2                    | 5                    | 8                    |                      |                      |
| 1982-1983  | Blues de Saint-Louis     | LNH        | 71  | 16               | 23               | 39               | 62               | -                | - | -                    | -                    | -                    |                      |                      |
| 1983-1984  | Blues de Saint-Louis     | LNH        | 70  | 13               | 29               | 42               | 52               | 10               | 1 | 4                    | 5                    | 4                    |                      |                      |
| 1984-1985  | Penguins de Pittsburgh   | LNH        | 65  | 20               | 34               | 54               | 35               | -                | - | -                    | -                    | -                    |                      |                      |
| 1985-1986  | Penguins de Pittsburgh   | LNH        | 2   | 0                | 0                | 0                | 0                | -                | - | -                    | -                    | -                    |                      |                      |
| 1985-1986  | Nordiques de Québec      | LNH        | 15  | 6                | 5                | 11               | 18               | -                | - | -                    | -                    | -                    |                      |                      |
| 1985-1986  | Whalers de Hartford      | LNH        | 37  | 11               | 17               | 28               | 59               | 10               | 0 | 1                    | 1                    | 2                    |                      |                      |
| 1986-1987  | Whalers de Binghamton    | LAH        | 6   | 2                | 5                | 7                | 6                | -                | - | -                    | -                    | -                    |                      |                      |
| 1986-1987  | Whalers de Hartford      | LNH        | 4   | 0                | 0                | 0                | 4                | -                | - | -                    | -                    | -                    |                      |                      |
| Totaux LNH | Totaux LNH               | Totaux LNH | 519 | 192              | 246              | 438              | 498              | 41               | 7 | 9                    | 16                   | 24                   |                      |                      |

### En équipe nationale
| Année | Compétition                 |   | PJ | B | A  | Pts | Pun                |  | Résultat |
| 1978  | Championnat du monde junior | 6 | 5  | 5 | 10 | 4   | Médaille de bronze |  |          |
| 1979  | Championnat du monde        | 7 | 1  | 2 | 3  | 0   | 4e place           |  |          |

## Trophées et honneurs personnels
- 1976-1977 : nommé dans la première équipe d'étoiles de la WCHL.
- 1977-1978 : nommé dans la première équipe d'étoiles de la WCHL.
- 1980-1981 : participe au 33e Match des étoiles de la LNH.